# Štivor
Štivor (cyr. Штивор) – wieś w Bośni i Hercegowinie, w Republice Serbskiej, w gminie Prnjavor. W 2013 roku liczyła 119 mieszkańców.